# Héra Zoltán
Héra Zoltán (Káld, 1929. február 16. – Budapest, 1987. február 8.) József Attila-díjas (1960) magyar költő, esszéíró, kritikus, műfordító.

## Életpályája
A második világháború után népi kollégista volt. 1948–1953 között a szverdlovszki egyetemen szerzett tanári oklevelet. 1953-tól a Szabad Nép, majd a Népszabadság munkatársa, főmunkatársa volt.

## Költészete
Változatos tematikájú, patetikus, drámai hangnemű verseiben sok az életrajzi, a mitológiára, irodalmi hagyományra utaló elem. Fekete öröm (1975) című kötetében a prózaverssel kísérletezett. Ukránból, olaszból és spanyolból fordított. Lefordította Ivan Dracs és Francesco Marsala verseit.

## Művei
- Alkalom (kisregény, 1960)
- Irodalmi tudósítások (kritikák, publicisztikák, versek, tanulmányok, 1965)
- Jó ellenfelet! Művekről, emberekről (1968)
- Száll a Nap (versek, 1969)
- A sereg arca (versek, 1970)
- Dél az öbölben (versek, 1974)
- A költemény felé (esszék, 1974)
- Fekete öröm (versek, 1975)
- Életítélet (válogatott és új versek, 1977)
- A világ öt sebe (naplójegyzetek, esszék, karcolatok, 1978)
- 7x7 (versek, 1979)
- Ramszeszi balladám (versek, 1982)
- Szabad elvonulás (versek, 1983)
- Válasz a szfinxnek (irodalmi naplójegyzetek, 1985)

## Műfordításai
- Francesco Masala: Azok a fehérajkúak (vers, 1975)
- Ivan Dracs: Ballada a kibernetikus székesegyházról (vers, 1977)